# Raposka
Raposka est un village et une commune du comitat de Veszprém en Hongrie.